# Yaacov Bentolila

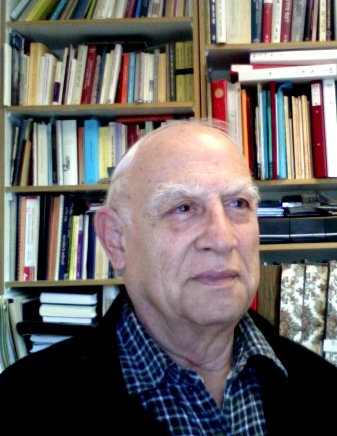
Yaacov Bentolila.

Yaacov Bentolila (en hebreo: יעקב בן-טולילה‎) (Tetuán, protectorado español de Marruecos, 1935) es un filólogo israelí. Es profesor de idioma hebreo en la Universidad Ben Gurion en Beer Sheva y miembro de la Academia del Idioma Hebreo desde el año 2004.

## Biografía
Bentolila nació en el año 1935 en una familia sefaradí, hijo de Vidal y Mercedes Bentolila. Estudió en una escuela de la Alianza Israelita Universal y posteriormente en el Liceo Español del protectorado español de  Marruecos en Tetuán. En el año 1950 se fue a vivir a Francia, para más tarde, en el año 1951, hacer aliá, arribando al Centro de Absorción de Yavne, en el cual vivió hasta alcanzar la mayoría de edad y prestar servicio militar en las Fuerzas de Defensa de Israel, en la brigada Nahal. 
Los padres de Bentolila emigraron a Israel en el año 1956, junto a sus otros dos hermanos y luego de pasar por el Centro de Absorción, se mudaron al campo de tránsito de Kiryat Gat, en el cual Yaakov trabajaba como electricista. En el año 1958 le fue propuesto trabajar con el movimiento Bnei Akiva, con el cual viajó a Marruecos, Francia y otras regiones del Magreb; trabajando para Bnei Akiva conoció a la mujer que iba a convertirse en su esposa, una judía francesa de origen húngaro. Se casaron en enero de 1961 en la ciudad de Estrasburgo.
Bentolila fue el jefe del Departamento del Idioma Hebreo en la Universidad Ben Gurion entre los años 1974-75 y 1990-92; además, realizó trabajos de investigación en el Centro para Estudios Judaicos de la Universidad de Harvard y es un investigador conocido de Haketía y la cultura judeoespañola de África del Norte

## Obras
- Haketia. El Djudeo-Espanyol de África del Norte (enlace roto disponible en Internet Archive; véase el historial, la primera versión y la última).. Los Muestros N°61, diciembre de 2005.
- On the Meaning Of Personal Names in Hakitic Proverbs Archivado el 18 de septiembre de 2011 en Wayback Machine.. Escrito conjuntamente con Tamar Alexander.
- La palabra en su hora es oro. Escrito conjuntamente con Tamar Alexander.